# Сходи Хайку

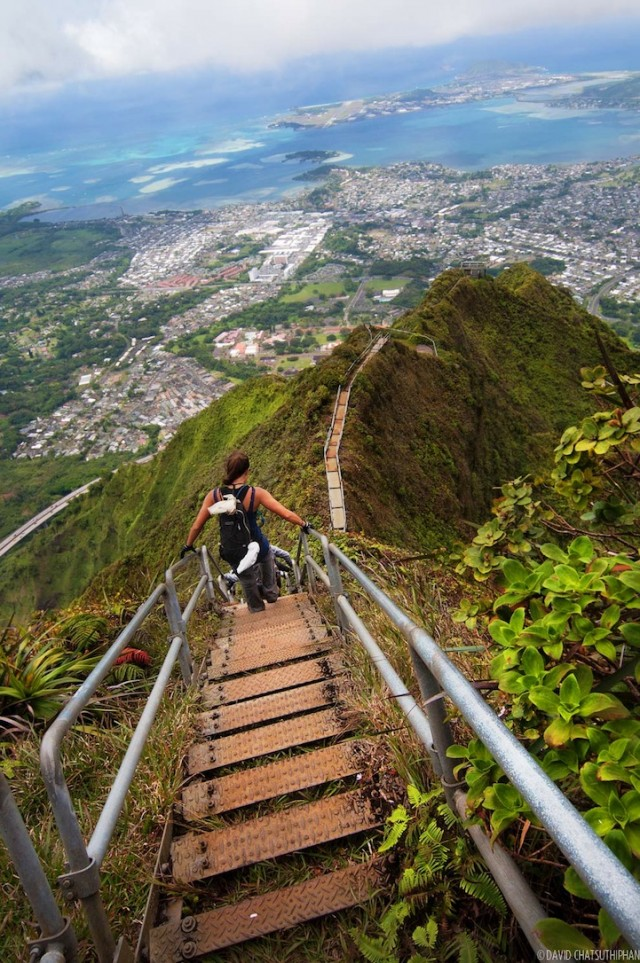
Січень 2014 року

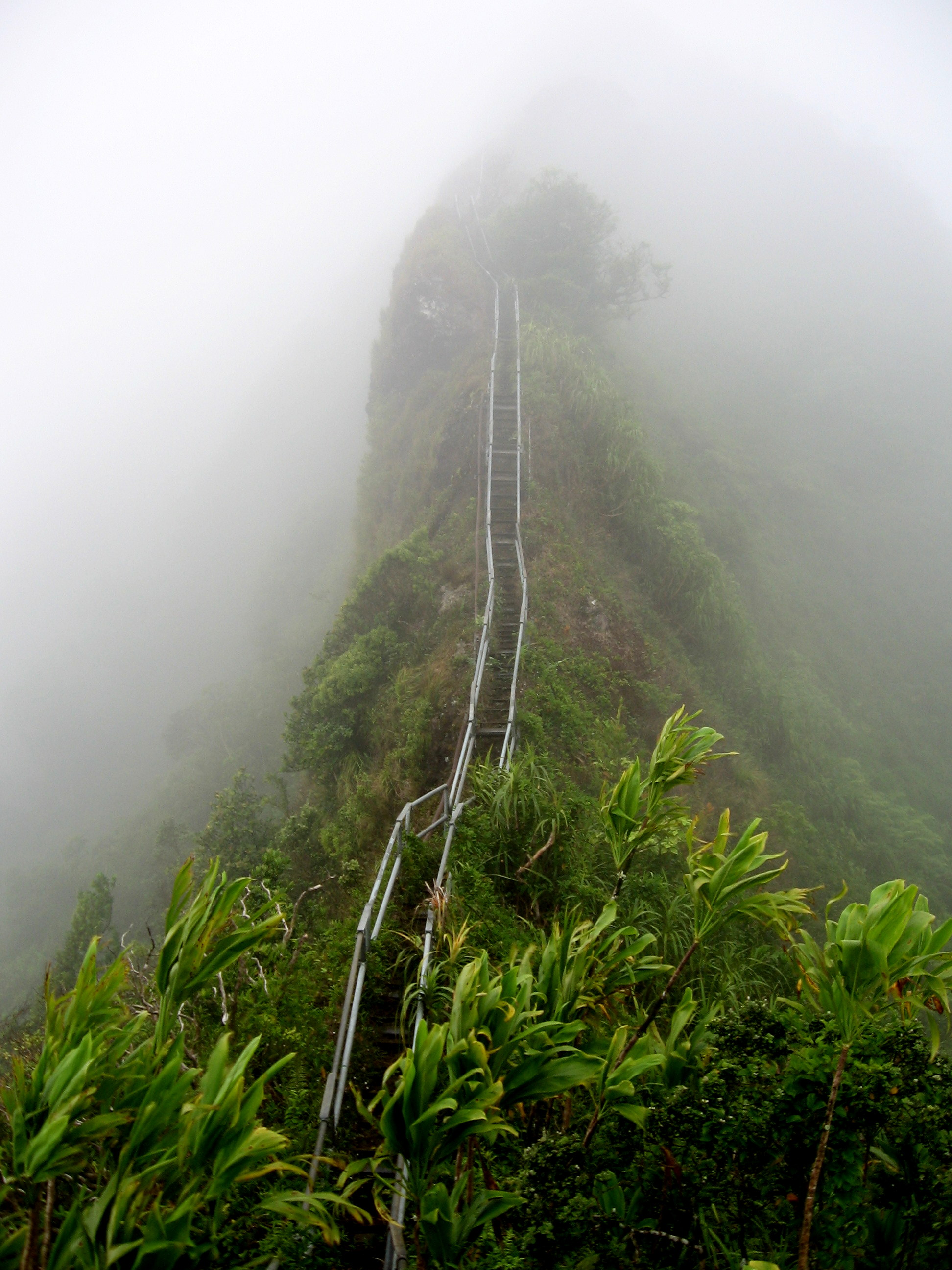

Сходи Хайку (англ. Haiku Stairs) – це крута стежка на острові Оаху на Гаваях. Вона складається з 3922 сходинок та веде на вершину хребта Кула. Починається стежка, як проста дерев'яна драбина, прикріплена до скелі на південній стороні долини Хайку. Сходинки піднімаються на висоту 850 м над рівнем моря і відкривають вид на весь острів. Нерідко на такій висоті буває щільна хмарність і вершина ховається в хмарах. Саме тому іноді маршрут називають «Драбина в небо».

## Історія
Головною метою будівництва цього маршруту в 1942 році була прокладка кабелю, щоб забезпечити постійний зв'язок між долиною Хайку і Вахіава. На одній із вершин заввишки 850 м була також побудована військово-морська радіостанція, антени якої передавали низькочастотні сигнали субмарин ВМС США на досить великі відстані аж до Токійської затоки. Субмарини могли отримувати сигнали перебуваючи під водою, а рекордний сигнал був переданий на відстань 10600 км, досягнувши Індії.
У 1950-х роках військово-морська база була списана, після чого Берегова охорона США використовувала це місце як станцію навігаційної системи Омега. У середині 1950-х дерев'яні сходи була замінені металевими. Станція і стежка Хайку були закриті для громадськості ще в 1987 році, але багато мандрівників ігнорують заборонні знаки. 
У 2003 році був проведений капітальний ремонт, на який було витрачено 875 000 $. Станом на 2012 в зв'язку з проблемами землекористування місто і графство Гонолулу не планують відкривати сходи для туристів.